# ジーブリウカ (ビーラ・ツェールクヴァ地区)
ジーブリウカ（ウクライナ語：Ді́брівка ；意訳：「小楢」）は、ウクライナのキエフ州ビーラ・ツェールクヴァ地区にある村。面積は約0.6km²（2005年）。人口は330人（2005年）。
2020年7月まではボフスラーウ地区に属していたが、ウクライナ最高議会による地方自治体の行政区画改革によってボフスラーウ地区が廃止されたことに伴い、ジーブリウカはビーラ・ツェールクヴァ地区へ編入された。